# Saarinen (ö i Södra Savolax)
Saarinen är en ö i Finland. Den ligger i sjön Lohnajärvi och i kommunen Sulkava i den ekonomiska regionen  Nyslotts ekonomiska region  och landskapet Södra Savolax, i den södra delen av landet, 260 km nordost om huvudstaden Helsingfors. Öns area är 1,2 hektar och dess största längd är 270 meter i öst-västlig riktning.